# Anne-Marie Norrman
Anne-Marie Helena Norrman, född 11 september 1917 i Stockholm, död 22 januari 1998 i Saltsjöbaden, var en svensk målare. Hon var gift med Peter Norrman.
Norrman studerade vid Otte Skölds målarskola och under resor till Frankrike. Hennes konst består av stilleben, realistiska landskap, figur och stadsbilder.